# 格拉夫霍斯特
格拉夫霍斯特是德国下萨克森州的一个市镇。总面积9.65平方公里，总人口982人，其中男性482人，女性500人（2011年12月31日），人口密度102人/平方公里。